# Islandia en los Juegos Olímpicos de Salt Lake City 2002
Islandia estuvo representada en los Juegos Olímpicos de Salt Lake City 2002 por seis deportistas, cuatro hombres y dos mujeres, que compitieron en esquí alpino.
La portadora de la bandera en la ceremonia de apertura fue la esquiadora alpina Dagný Linda Kristjánsdóttir. El equipo olímpico islandés no obtuvo ninguna medalla en estos Juegos.